# École napolitaine de musique
Pour les articles homonymes, voir École napolitaine.
L'École napolitaine de musique désigne un groupe de compositeurs qui, à partir de 1650 et pour un siècle environ, dominèrent à partir de Naples l'histoire de l'opéra et en marquèrent très fortement le style. 

## Description
Naples était au XVIIIe siècle la capitale du royaume homonyme et la troisième ville d'Europe après Paris et Londres. Le président de Brosses la qualifie en 1739 de capitale du monde musical. Le début du siècle voit l'ouverture de plusieurs théâtres : Teatro dei Fiorentini en 1707, Teatro della Pace en 1724 Teatro San Carlo en 1737, ce dernier remplaçant le San Bartolomeo. C'est dans les années 1720 que s'impose l'opéra napolitain ou métastasien avec l'avènement des castrats, la plupart formés à Naples.
Le premier représentant de ce groupe fut Francesco Provenzale, et le plus éminent parmi ses premiers membres fut Alessandro Scarlatti. Parmi les traits distinctifs de leurs compositions — le genre de l'opera seria — on note le stéréotype des personnages, héros idéalisés, ainsi que la structure musicale stabilisée en une succession de récitatifs pendant lesquels progresse l'action, et d'arias da capo où s'expriment les sentiments. L'ouverture à l'italienne mise au point par Alessandro Scarlatti en parfaite opposition à l'ouverture lulliste, comporte trois mouvements vif-lent-vif ; elle allait donner naissance à la sinfonia. C'est aussi cette « École napolitaine » qui allait donner son nom à la sixte napolitaine.      
Parmi les autres compositeurs fameux qui lui sont rattachés, on doit citer Nicola Porpora, Francesco Durante, Leonardo Vinci, Francesco Feo, Leonardo Leo, Giovanni Battista Pergolesi et l'allemand Johann Adolf Hasse. Plus tard se distinguèrent également Niccolò Jommelli, Tommaso Traetta, Niccolò Piccinni, Giovanni Paisiello, Domenico Cimarosa qui développèrent la forme par le récitatif accompagné et des scènes plus longues. Les intermezzi tout d'abord insérés dans les operas serias donnèrent au XVIIIe siècle naissance à l'opéra bouffe.   
Les textes préférés de compositeurs étaient souvent l'œuvre des poètes Pietro Metastasio et Apostolo Zeno. 
L'École napolitaine a influencé, hors des limites de l'Italie, des compositeurs tels que Christoph Willibald Gluck et Wolfgang Amadeus Mozart.

## Compositeurs rattachés à l'École napolitaine

### Les précurseurs
- Francesco Provenzale
- Alessandro Scarlatti

### Première école napolitaine, première moitié duXVIIIesiècle
- Francesco Durante
- Nicola Porpora
- Leonardo Vinci
- Francesco Feo
- Leonardo Leo
- Giovanni Battista Pergolesi
- Pietro Auletta
- Francesco Paolo Supriani

### Deuxième école napolitaine,  deuxième moitié duXVIIIesiècle
- Gian Francesco de Majo
- Niccolò Jommelli
- Tommaso Traetta
- Niccolò Piccinni
- Giovanni Paisiello
- Domenico Cimarosa
- Orphelins et musique dans les conservatoires de Naples